# Еремейцево (Вологодская область)
Еремейцево — деревня в Устюженском районе Вологодской области.
Входит в состав Никифоровского сельского поселения, с точки зрения административно-территориального деления — в Никифоровский сельсовет.
Расстояние до районного центра Устюжны по автодороге — 19 км, до центра муниципального образования посёлка Даниловское по прямой — 4 км. Ближайшие населённые пункты — Алексеево, Вешки, Жихнево, Котово, Ременниково.
По данным переписи в 2002 году постоянного населения не было.